# Lista de municípios de Rondônia por ano de criação
Relacionamos a seguir os municípios do estado de Rondônia segundo a data de sua criação. As datas em voga desconsideram os casos de extinção e recriação desses municípios, embora nem sempre tais datas correspondam ao início da ocupação humana em cada município, fato que gera divergências mesmo nos verbetes relacionados a alguns deles na Wikipédia em português.
A região onde situa-se o estado de Rondônia integrava originalmente o território de Mato Grosso, a qual foi desmembrada no governo Getúlio Vargas para criar o Território Federal do Guaporé em 13 de setembro de 1943. Em 17 de fevereiro de 1956 o Guaporé teve o nome alterado para Rondônia em homenagem ao desbravador Cândido Rondon e em 22 de dezembro de 1981 o presidente João Figueiredo sancionou a lei que elevou Rondônia ao patamar de estado.

## Século XX

### Primeira metade do século
Foram criados dois municípios, os quais pertenciam ao território de Mato Grosso na época.
| Número | Lista de municípios | Criação                                      | Instalação            |
| ------ | ------------------- | -------------------------------------------- | --------------------- |
| 1      | Porto Velho         | Lei Estadual n.º 757 de 2 de outubro de 1914 | 24 de janeiro de 1915 |
| 2      | Guajará-Mirim       | Lei Estadual n.º 991 de 12 de julho de 1928  | 10 de abril de 1929   |

### Anos 1970
Foram criados cinco municípios os quais, somados aos já existentes, elevaram o número final para sete.
| Número | Lista de municípios | Criação                                        | Instalação             |
| ------ | ------------------- | ---------------------------------------------- | ---------------------- |
| 3      | Ariquemes           | Lei Federal n.º 6.448 de 11 de outubro de 1977 | 21 de novembro de 1977 |
| 4      | Ji-Paraná           | Lei Federal n.º 6.448 de 11 de outubro de 1977 | 21 de novembro de 1977 |
| 5      | Vilhena             | Lei Federal n.º 6.448 de 11 de outubro de 1977 | 23 de novembro de 1977 |
| 6      | Pimenta Bueno       | Lei Federal n.º 6.448 de 11 de outubro de 1977 | 24 de novembro de 1977 |
| 7      | Cacoal              | Lei Federal n.º 6.448 de 11 de outubro de 1977 | 26 de novembro de 1977 |

### Anos 1980
Foram criados dezesseis municípios os quais, somados aos já existentes, elevaram o número final para vinte e três.
| Número | Lista de municípios       | Criação                                            | Instalação             |
| ------ | ------------------------- | -------------------------------------------------- | ---------------------- |
| 8      | Colorado do Oeste         | Lei Federal n.º 6.921 de 16 de junho de 1981       | 16 de junho de 1981    |
| 9      | Costa Marques             | Lei Federal n.º 6.921 de 16 de junho de 1981       | 16 de junho de 1981    |
| 10     | Espigão d'Oeste           | Lei Federal n.º 6.921 de 16 de junho de 1981       | 16 de junho de 1981    |
| 11     | Ouro Preto do Oeste       | Lei Federal n.º 6.921 de 16 de junho de 1981       | 16 de junho de 1981    |
| 12     | Presidente Médici         | Lei Federal n.º 6.921 de 16 de junho de 1981       | 16 de junho de 1981    |
| 13     | Jaru                      | Lei Federal n.º 6.921 de 16 de junho de 1981       | 7 de novembro de 1981  |
| 14     | Rolim de Moura            | Decreto-Lei Estadual n.º 71 de 5 de agosto de 1983 | 28 de dezembro de 1984 |
| 15     | Cerejeiras                | Decreto-Lei Estadual n.º 71 de 5 de agosto de 1983 | 30 de dezembro de 1984 |
| 16     | Santa Luzia do Oeste      | Lei Estadual n.º 100 de 11 de maio de 1986         | 31 de dezembro de 1986 |
| 17     | Alta Floresta do Oeste    | Lei Estadual n.º 104 de 20 de maio de 1986         | 31 de dezembro de 1986 |
| 18     | Alvorada do Oeste         | Lei Estadual n.º 103 de 20 de maio de 1986         | 31 de dezembro de 1986 |
| 19     | Machadinho do Oeste       | Lei Estadual n.º 198 de 11 de maio de 1988         | 1º de janeiro de 1989  |
| 20     | Nova Mamoré               | Lei Estadual n.º 202 de 15 de junho de 1988        | 1º de janeiro de 1989  |
| 21     | Nova Brasilândia do Oeste | Lei Estadual n.º 157 de 19 de junho de 1988        | 1º de janeiro de 1989  |
| 22     | Cabixi                    | Lei Estadual n.º 208 de 6 de julho de 1988         | 1º de janeiro de 1989  |
| 23     | São Miguel do Guaporé     | Lei Estadual n.º 200 de 6 de julho de 1988         | 1º de janeiro de 1989  |

### Anos 1990
Foram criados vinte e nove municípios os quais, somados aos já existentes, elevaram o número final para cinquenta e dois.
| Número | Lista de municípios       | Criação                                         | Instalação            |
| ------ | ------------------------- | ----------------------------------------------- | --------------------- |
| 24     | Alto Paraíso              | Lei Estadual n.º 375 de 13 de fevereiro de 1992 | 1º de janeiro de 1993 |
| 25     | Cacaulândia               | Lei Estadual n.º 374 de 13 de fevereiro de 1992 | 1º de janeiro de 1993 |
| 26     | Campo Novo de Rondônia    | Lei Estadual n.º 379 de 13 de fevereiro de 1992 | 1º de janeiro de 1993 |
| 27     | Candeias do Jamari        | Lei Estadual n.º 363 de 13 de fevereiro de 1992 | 1º de janeiro de 1993 |
| 28     | Castanheiras              | Lei Estadual n.º 366 de 13 de fevereiro de 1992 | 1º de janeiro de 1993 |
| 29     | Corumbiara                | Lei Estadual n.º 377 de 13 de fevereiro de 1992 | 1º de janeiro de 1993 |
| 30     | Governador Jorge Teixeira | Lei Estadual n.º 373 de 13 de fevereiro de 1992 | 1º de janeiro de 1993 |
| 31     | Itapuã do Oeste           | Lei Estadual n.º 364 de 13 de fevereiro de 1992 | 1º de janeiro de 1993 |
| 32     | Ministro Andreazza        | Lei Estadual n.º 372 de 13 de fevereiro de 1992 | 1º de janeiro de 1993 |
| 33     | Mirante da Serra          | Lei Estadual n.º 369 de 13 de fevereiro de 1992 | 1º de janeiro de 1993 |
| 34     | Monte Negro               | Lei Estadual n.º 378 de 13 de fevereiro de 1992 | 1º de janeiro de 1993 |
| 35     | Novo Horizonte do Oeste   | Lei Estadual n.º 365 de 13 de fevereiro de 1992 | 1º de janeiro de 1993 |
| 36     | Rio Crespo                | Lei Estadual n.º 376 de 13 de fevereiro de 1992 | 1º de janeiro de 1993 |
| 37     | Seringueiras              | Lei Estadual n.º 370 de 13 de fevereiro de 1992 | 1º de janeiro de 1993 |
| 38     | Theobroma                 | Lei Estadual n.º 371 de 13 de fevereiro de 1992 | 1º de janeiro de 1993 |
| 39     | Urupá                     | Lei Estadual n.º 368 de 13 de fevereiro de 1992 | 1º de janeiro de 1993 |
| 40     | Vale do Paraíso           | Lei Estadual n.º 367 de 13 de fevereiro de 1992 | 1º de janeiro de 1993 |
| 41     | Alto Alegre dos Parecis   | Lei Estadual n.º 570 de 22 de junho de 1994     | 1º de janeiro de 1997 |
| 42     | Cujubim                   | Lei Estadual n.º 568 de 22 de junho de 1994     | 1º de janeiro de 1997 |
| 43     | Nova União                | Lei Estadual n.º 566 de 22 de junho de 1994     | 1º de janeiro de 1997 |
| 44     | Parecis                   | Lei Estadual n.º 573 de 22 de junho de 1994     | 1º de janeiro de 1997 |
| 45     | Primavera de Rondônia     | Lei Estadual n.º 569 de 22 de junho de 1994     | 1º de janeiro de 1997 |
| 46     | São Felipe do Oeste       | Lei Estadual n.º 567 de 22 de junho de 1994     | 1º de janeiro de 1997 |
| 47     | Teixeirópolis             | Lei Estadual n.º 571 de 22 de junho de 1994     | 1º de janeiro de 1997 |
| 48     | Vale do Anari             | Lei Estadual n.º 572 de 22 de junho de 1994     | 1º de janeiro de 1997 |
| 49     | Buritis                   | Lei Estadual n.º 649 de 27 de dezembro de 1995  | 1º de janeiro de 1997 |
| 50     | Chupinguaia               | Lei Estadual n.º 643 de 27 de dezembro de 1995  | 1º de janeiro de 1997 |
| 51     | Pimenteiras do Oeste      | Lei Estadual n.º 645 de 27 de dezembro de 1995  | 1º de janeiro de 1997 |
| 52     | São Francisco do Guaporé  | Lei Estadual n.º 644 de 27 de dezembro de 1995  | 1º de janeiro de 1997 |